# Csíkos guvat
A csíkos guvat (Hypotaenidia dieffenbachii) a madarak osztályának darualakúak (Gruiformes) rendjébe, a guvatfélék (Rallidae) családjába tartozó mára kihalt faj.

## Rendszerezése
A fajt egyetlen élő példány alapján ismert, melyet 1840-ben fogott Ernst Dieffenbach német geológus (aki után később a fajt elnevezték) Mangare-szigeten. Ezen egyed alapján írta le a fajt tudományosan 1843-ban G. R. Gray amerikai ornitológus, a Rallus nembe Rallus Dieffenbachii néven. Ezután nem sikerült többször élő egyedet befogni, de a fajt 1872-ig többször is látták. Szerepelt a Nesolimnas nemben Nesolimnas dieffenbachi néven is. Elsőként, olvasztottak be a Gallirallus nembe  Gallirallus dieffenbachii néven.

## Előfordulása
Kizárólagosan az Új-Zélandhoz tartozó, Chatham-szigetek két tagján, a Chatham-szigeten és a Mangare-szigeten élt. Csonttani bizonyítékok alapján korábban a Pitt-szigeten is előfordult.

## Megjelenése
Testhossza 31 centiméter volt. Hasonlított a szalagos guvatra (Gallirallus philippensis) (mely valószínűleg a legközelebbi rokona is volt), de nagyobb és erősebb madár volt. Testméretéhez képest elég nagy és erős csőre volt. Csonttani felépítése hasonlított az új-zélandi wekára (Gallirallus australis), bár az jóval nagyobb madár. Szárnyizmai és szárnyai erősen visszafejlettek voltak, így e faj nem tudott repülni.
A madár háta barnás volt, rendezetlen homokszínű és fekete csíkokkal. Hátának elején barna és fekete széles csíkok voltak láthatóak. Feje és nyaka rozsdabarna színű volt. Csőrétől a szemén át egészen a nyakáig egy széles, gesztenyebarna szalag húzódott. Torka és a szeme körüli terület világos szürke színű volt. Világosszürke torka és barnásan csíkozott melle között egy szalag húzódott, mely fehér hegyű fekete tollakból állt, ezáltal jól elkülönült a torokrész és a mellrész. Hasa fekete-fehéren csíkozott, míg farka rozsdabarnával csíkozott fekete színű volt.

## Életmódja
Mivel testfelépítésében nagyon hasonlít a wekára, feltételezhető, hogy életmódja is erősen emlékeztetett új-zélandi rokonáéra. Feltételezhetően a Chatham-szigetek nedves erdőiben, a páfrányokkal sűrűn benőtt részeken és a mocsarakban volt honos. Mint földön élő és fészkelő faj az erdőirtások és a mezőgazdaság nagyon hátrányosan érinthette amúgy sem túl nagy populációját.

## Kihalása
A faj az európaiak érkezése előtt sem volt túl gyakori madár, mert a maori eredetű bennszülöttek új termőföldek nyerése céljából rendszeresen felégették élőhelyét és vadásztak is rá. Az európaiak megérkezése után azonban nagyon gyorsan kihalt a faj, a meghonosodott patkányok, elvadult kutyák és macskák vadászata miatt, melyek könnyen el tudták kapni ezt a röpképtelen fajt.

## Fordítás
- Ez a szócikk részben vagy egészben a Dieffenbach-Ralle című német Wikipédia-szócikk ezen változatának fordításán alapul.  Az eredeti cikk szerkesztőit annak laptörténete sorolja fel. Ez a jelzés csupán a megfogalmazás eredetét és a szerzői jogokat jelzi, nem szolgál a cikkben szereplő információk forrásmegjelöléseként.